# Euplo de Catania
Euplio o Euplo (f. Catania, 12 de agosto de 304), venerado como mártir y santo por la iglesia católica. Junto a Santa Ágata, es el patrón de Catania en Sicilia. Su festividad se celebra el 12 de agosto.

## Biografía
El manuscrito la Pasión de San Euplio dice que fue un diácono y que fue arrestado por tener en su posesión una copia de la Biblia durante las persecuciones de los cristianos bajo el gobierno de Diocleciano. Fue llevado a la presencia del gobernador de la ciudad, Calvinianus (Calviniano), que le pidió al santo leer algunos extractos del libro. Después fue torturado y decapitado. 

## Veneración
Es patrón de Francavilla di Sicilia y Trevico. Las ruinas de la antigua iglesia de San Euplio están localizados en Catania cerca de la Piazza Stesicoro. Este lugar urbano coincide con el lugar donde se supone que se produjo el martirio del santo. Su festividad es el 12 de agosto.